# Schloss Rastede

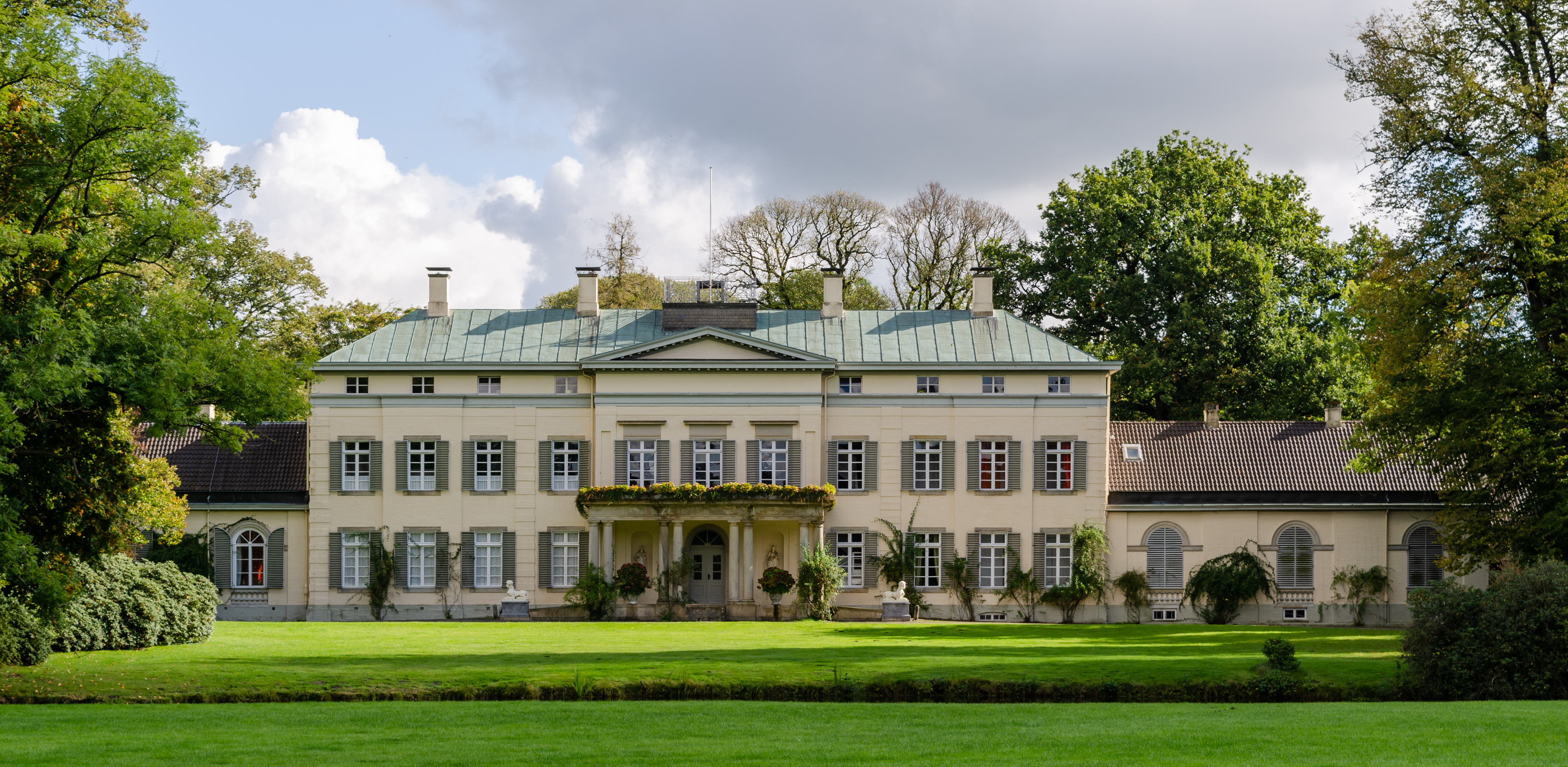
Schloss Rastede – Hauptgebäude

Das Schloss Rastede ist ein Landschloss in Rastede, Ammerland, in der Nähe von Oldenburg.

## Das Schloss
Das Schloss in Rastede war für lange Zeit die Residenz der Grafen und Großherzöge des Hauses Oldenburg und befindet sich noch heute in Familienbesitz. Das Gebäude ist beispielhaft für den Oldenburger Klassizismus, der durch den Herzog Peter Friedrich Ludwig nach Oldenburg gebracht wurde, und auch der wichtigste Profanbau im Ammerland. Das der Öffentlichkeit nicht zugängliche Schloss liegt inmitten einer Parklandschaft im englischen Stil. Gegenüber dem Schloss liegt das gemeindeeigene Erbprinzenpalais, das heute für kulturelle Veranstaltungen genutzt wird und das Gemeindearchiv beherbergt.

## Geschichte

### Vom Kloster zum Schloss
Im Zuge der Reformation verlor das Kloster Rastede seine geistliche Grundlage. Durch Rentenzahlungen an die Mönche gelang es Graf Christoph von Oldenburg, Domherr in Köln und Bruder des amtierenden Grafen Anton I., Provisor (Verwalter) des aussterbenden Ordens zu werden. Nachdem der letzte Mönch 1529 das Kloster verlassen hatte, verglich sich Christopher mit seinen Brüdern und baute sich eine „gemächliche Wohnung“ am Kloster. Mit dem Tode des ehemaligen Domherrn im Jahre 1566 verlor das Gebäude auch den letzten Anschein kirchlicher Funktion.
Der Pferdeliebhaber Graf Anton Günther (1583–1667) ließ 1612 einen großen Marstall am Kloster errichten. Im Jahr 1643 wurde das alte Abthaus abgerissen, und der Graf ließ sich dort ein Jagdschloss bauen, das er gerne als Sommerresidenz nutzte. Mit einem mittigen Treppenturm mit Zwiebeldach und zweigeschossigen Seitenflügeln, rechts und links, mit jeweils vier Fensterachsen hatte das Schloss die typische Form der barocken Regentensitze im 17. Jahrhundert. 1657 wurde der ehemalige Mönchshof in einen „Lustgarten“ verwandelt.

### Die Dänenzeit
Mit dem Tode Graf Anton Günthers 1667 fiel die Grafschaft Oldenburg und somit auch das Schloss Rastede an die königlich-dänische Linie des Hauses Oldenburg. Die Dänen interessierten sich nicht sonderlich für Oldenburg, und so diente auch das Schloss über vier Jahrzehnte lang von 1701 bis 1744 auf Befehl des dänischen Königs Friedrich IV. lediglich als Verbannungsort für die in Ungnade geratene Prinzessin Sophie Eleonore von Schleswig-Holstein-Sonderburg-Beck.
1750 verkaufte der dänische Statthalter Rochus Friedrich Graf von Lynar das Schloss an den Justizrat Christoph Römer in bürgerlichen Besitz. Dieser ließ das Schloss vom niederländischen Architekten Cornelis Redelykheid nach holländischem Vorbild in einen dreiflügligen Gebäudetrakt mit vielen barocktypischen Verkröpfungen und Risaliten umbauen. Den Garten ließ er im französischen Stil angelegen.

### Peter Friedrich Ludwig
1777 erwarb der spätere Großherzog Peter Friedrich Ludwig das Schloss und ließ es von 1780 bis 1791 zeitgemäß umgestalten. Zunächst leitete der Landbauinspektor Johann Heinrich Gottlieb Becker (1747–1818) und später unter dessen Nachfolger Joseph Bernhard Winck, der auch die klassizistische Umgestaltung der Oldenburger
Lambertikirche beaufsichtigte, die Umbaumaßnahmen, die aber das Schloss noch nicht von seinem barocken Charakter befreiten. Der Schlosspark wurde vom 1784 als Gartenarchitekten berufenen Carl Ferdinand Bosse angelegt. Bosse brachte auch den Rhododendron ins Ammerland, der später zum Wahrzeichen des Landkreises werden sollte.
Nach der Besatzung Oldenburgs durch die Truppen von Napoléon Bonaparte und der Rückkehr Peter Friedrich Ludwigs aus dem russischen Exil 1813 reiften die Pläne für den jetzigen klassizistischen Stil des Schlosses. Im Jahre 1816 wurde der Nordflügel unter Leitung von Carl Heinrich Slevogt und Otto Lasius neu entworfen und das Dachgeschoss verändert. Der Bildhauer Eduard Demitrius Högl versah den Saal des Schlosses mit Stuckaturen. Der Mittelbau der Residenz brannte 1968 nach gerade beendeten Renovierungsarbeiten aus und wurde im Anschluss sofort wieder im ursprünglichen Zustand wiederhergestellt.

## Das Erbprinzenpalais

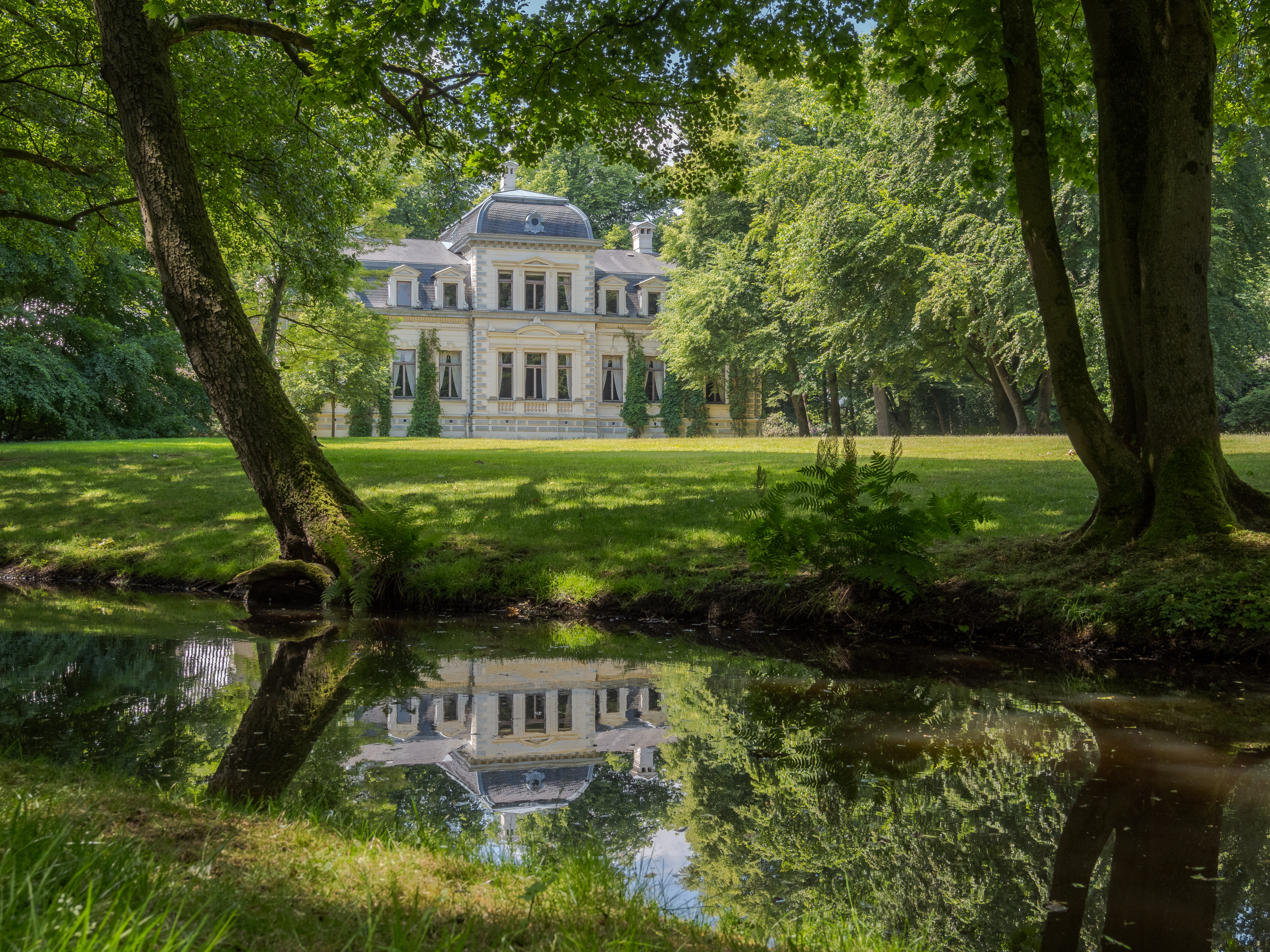
Erbprinzenpalais und Palaisgarten

Das Erbprinzenpalais befindet sich heute auf der gegenüberliegenden Seite der vor dem Schloss entlangführenden Landstraße. Es wurde 1822 von Peter Friedrich Ludwig vom herzoglichen Reisemarschall Schmettau erworben, der es bis dahin als Landhaus genutzt hatte. Der Herzog ließ das Gebäude für seinen Sohn, den Erbprinzen Paul Friedrich August, nach klassizistischem Vorbild umbauen und ließ einen englischen Landschaftsgarten anlegen.
Im Jahr 1882 ließ Paul Friedrich Augusts Sohn, der damalige Großherzog Nikolaus Friedrich Peter, das Gebäude dem Zeitgeist entsprechend während der zweiten Hälfte des 19. Jahrhunderts im Stile des Historismus umbauen. Dieses stilistische Erscheinungsbild ist bis heute erhalten. Nach einer Restaurierung in den 1980er Jahren dient das gemeindeeigene Palais den Bürgern von Rastede als Kulturzentrum und Veranstaltungsort (Palais Rastede). Es beherbergt unter anderem das Gemeindearchiv.
Hier wohnte auch die Tochter von Friedrich August II., Sophie Charlotte von Oldenburg, die mit Eitel Friedrich Prinz von Preußen, dem zweitältesten Sohn von Kaiser Wilhelm II. verheiratet war, nachdem sie sich von ihm 1926 getrennt hatte. Es wurde auch als Palaishaus bezeichnet.

## Das Kavalierhaus
Das Kavalierhaus befindet sich rechts vor dem Schloss. Es wurde von der herzoglichen Familie als Gästehaus genutzt. Im Kavalierhaus wohnte nach dem Tod von Friedrich August II. 1931 seine zweite Ehefrau Elisabeth zu Mecklenburg.

## Das Hirschtor

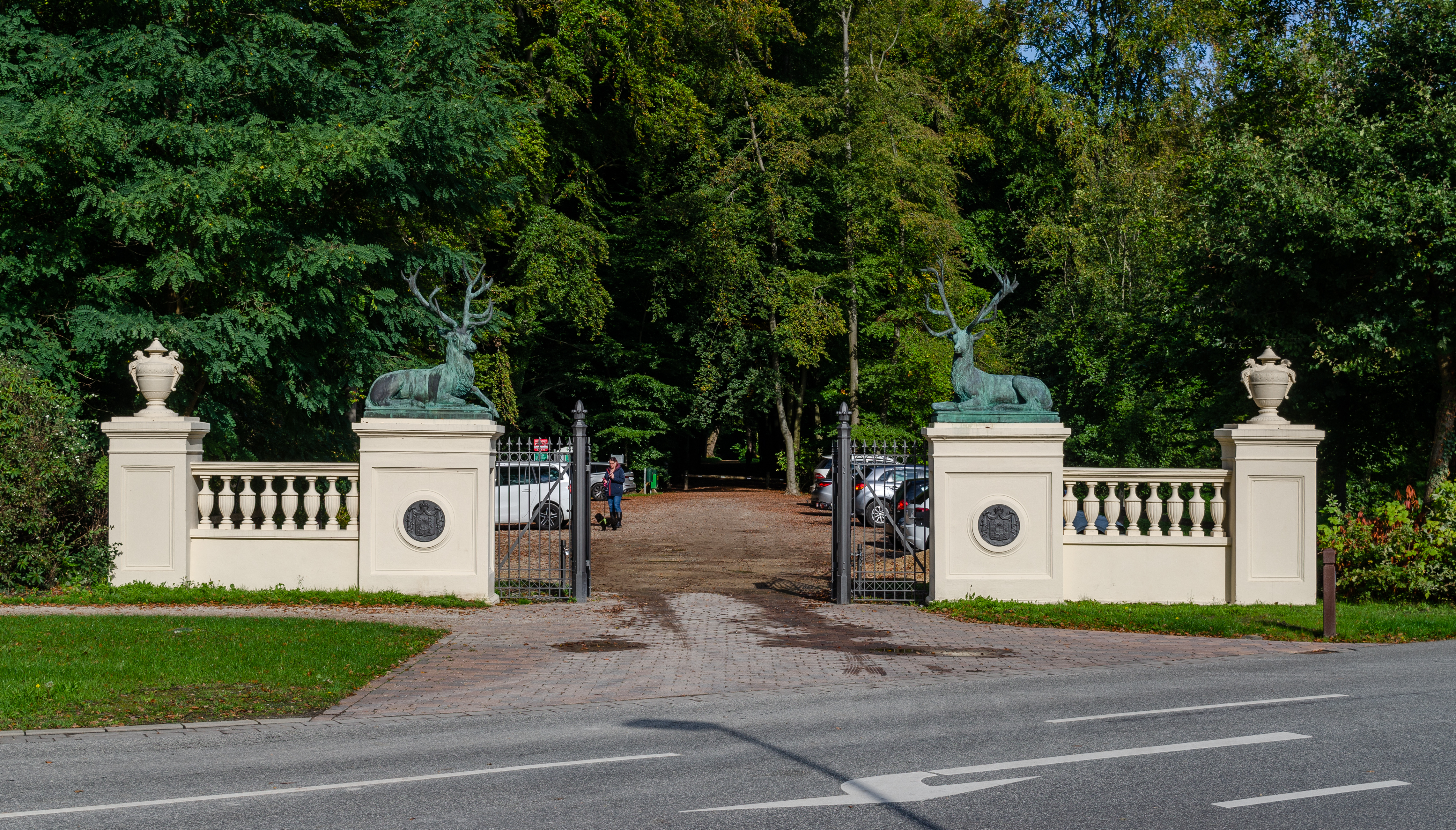
Das Hirschtor – Eingang zum Schlosspark

Der herrschaftliche Eingang zum Rasteder Schlosspark wurde im Jahr 1870 unter Großherzog Nikolaus Friedrich Peter errichtet. Die nachgebildeten Hirsche auf dem Tor stehen für die Rothirsche (und später wegen des verursachten Waldschadens Damhirsche), die damals im eingezäunten Areal des Schlossparks zu finden waren.
Nach dem Zweiten Weltkrieg wurden die ursprünglichen Hirsche 1945 demontiert und verschwanden spurlos. Die Toranlage verfiel in den folgenden Jahrzehnten. 1983 wurde ein Förderkreis Hirschtor gegründet, und im Jahr 1988 konnte nach einer Zusage der Kostenübernahme seitens der Gemeinde Rastede mit der Restaurierung der beschädigten und zerfallenen Teile begonnen werden. Alle Balustraden und Endpfeiler mussten ersetzt werden. Das Hirschpaar wurde erst 1995 dem Tor zugefügt und durch private Spenden finanziert. 1996 wurden den Endpfeilern die Vasen aufgesetzt, und ein Jahr später konnte das verzierte Gittertor eingesetzt werden.

## Veranstaltungen
Schloss Rastede zählt zu den Veranstaltungsorten der Rasteder Musiktage. Der 2014 verstorbene Anton Günther Herzog von Oldenburg gab regelmäßig Empfänge für die auftretenden Musiker.

## Persönlichkeiten
Im Schloss wurden geboren:

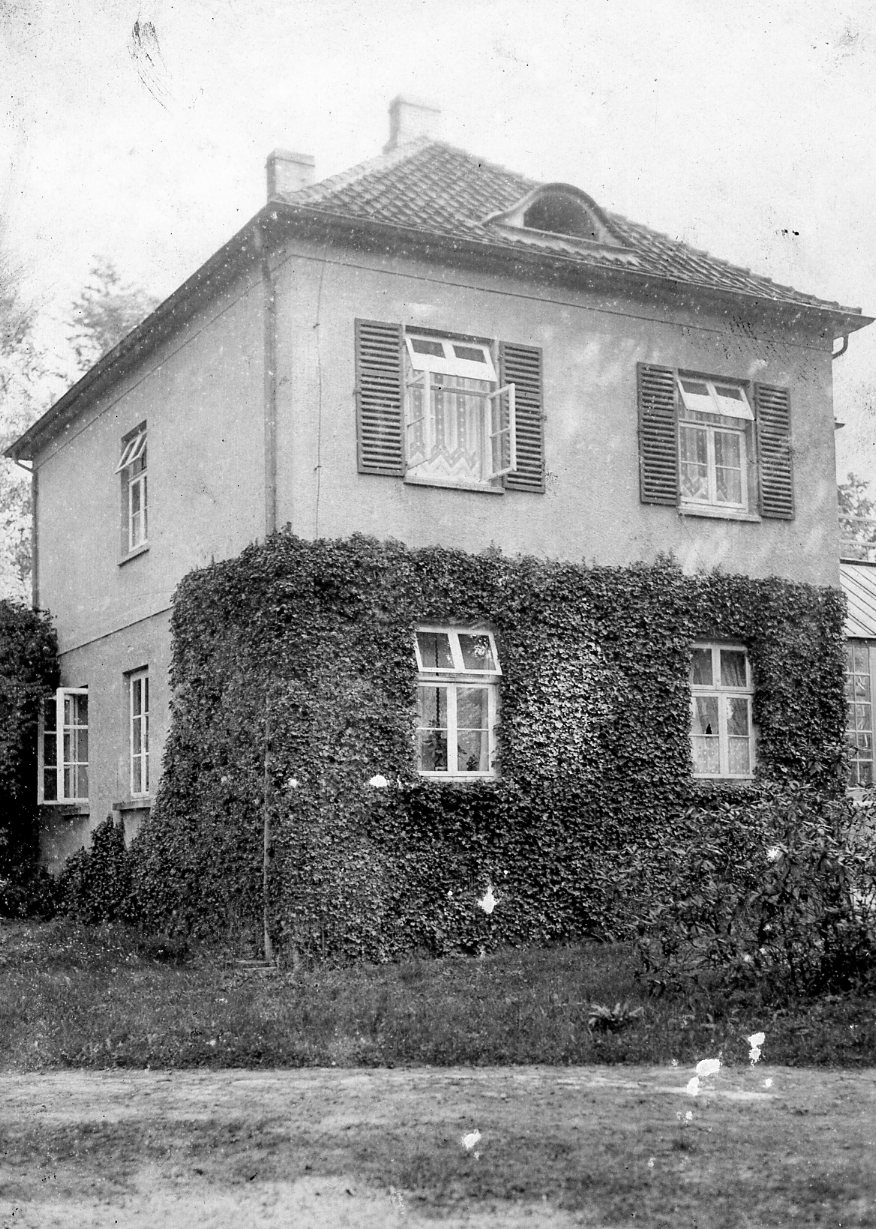
Dienstwohnung des Schlossverwalters (1930)

- Großherzog Paul Friedrich August (1783)

Im Schloss verstarben:
- Graf Anton Günther (1667)
- Großherzog Nikolaus Friedrich Peter (1900) (Palais)
- Friedrich August II.

In der Nacht zum 24. Februar 1931 hörte der Schlossverwalter Theodor Beenken in der Dienstwohnung die Klingel, die vom Schlafzimmer des Großherzogs betätigt wurde. Friedrich August II., der letzte noch bis 1918 regierende Großherzog, verstarb in seinen Armen, noch bevor der aus Oldenburg herbeigerufene Arzt eintraf. Dessen Sohn, Erbgroßherzog Nikolaus Friedrich Wilhelm von Oldenburg, nutzte später das Schloss vorwiegend als Sommerresidenz.